# El Viejo del Mar
El Viejo del Mar (Griego antiguo: ἅλιος γέρων, translit. hálios gérōn) en la mitología griega era una figura primordial que podía identificarse con diversos dioses marinos, generalmente con Nereo o Proteo, pero también con otros como Forcis. 
En la Ilíada no se menciona su nombre propio y se le presenta como el padre de Tetis (la madre de Aquiles) y del resto de las Nereidas. Como padre de las Nereidas se le cita también en el libro XXIV de la Odisea. Sin embargo, en el libro IV de esta última obra de Homero, hay un amplio pasaje donde se le identifica como el dios Proteo. Menelao le cuenta a Telémaco su viaje a casa, y cómo tuvo que buscar el consejo del Viejo del Mar. El Viejo puede responder cualquier pregunta si es capturado, pero capturarle significa retenerle mientras cambia de una forma a otra. Menelao lo capturó y, durante el curso del interrogatorio, preguntó si el padre de Telémaco, Odiseo, todavía estaba vivo. En otra parte de la Odisea «Viejo del Mar» es el epíteto que recibe otra divinidad, Forcis. Por otra parte, Hesíodo identifica a este personaje con Nereo y señala que es hijo de Ponto y que unido a Doris fue el padre de las Nereidas. Pausanias también identifica al Viejo del Mar con Nereo al mencionarle entre las divinidades donde se rendía culto en la ciudad de Gitio.